# 中灣

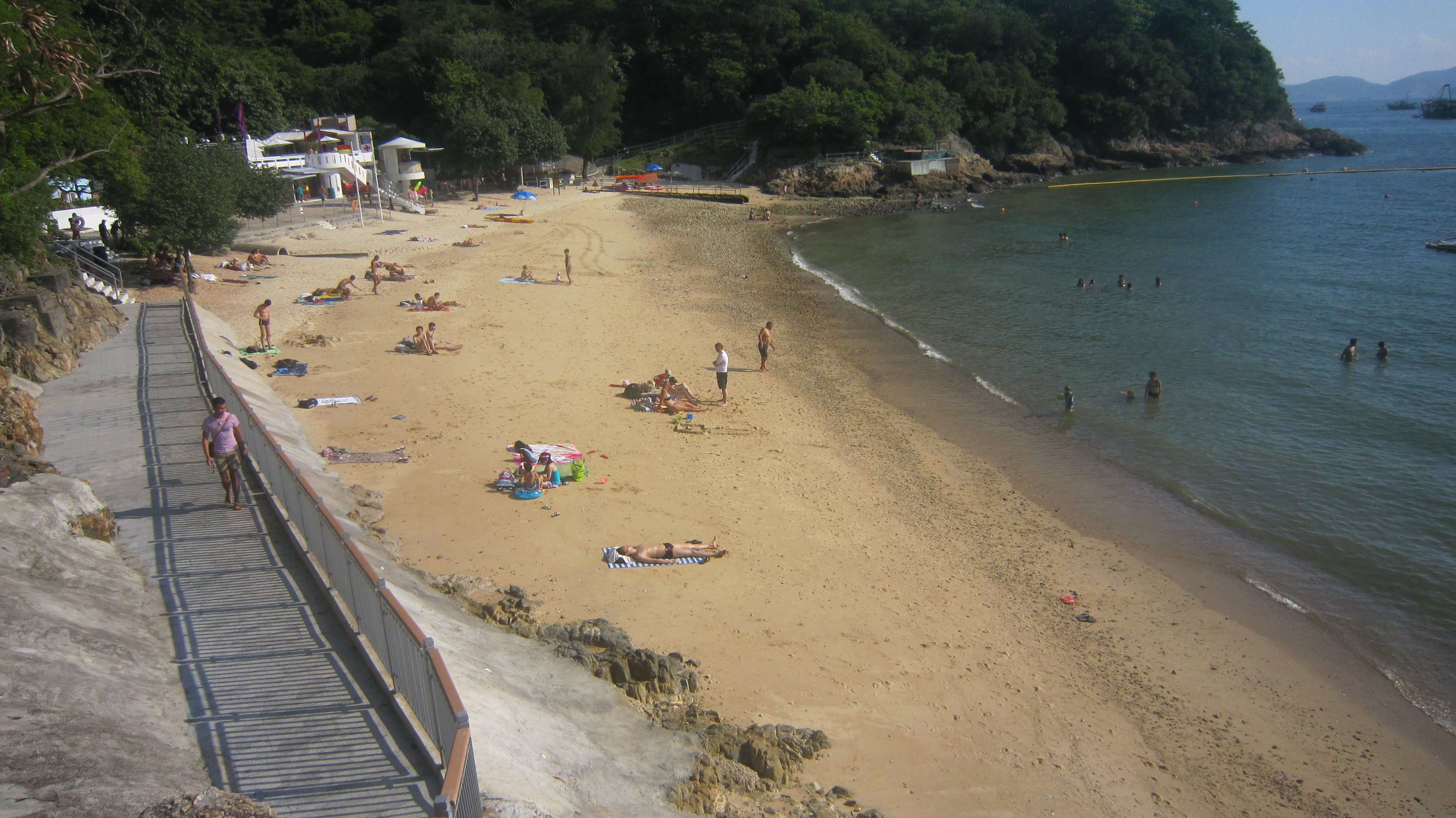
中灣海灘

中灣是香港的一個海灣，位於香港島東南部的，鄰近淺水灣及南灣等其他著名海灣。
灣內的中灣泳灘現由香港特區政府轄下的康樂及文化事務署管理。

## 設施
- 岸上的設施：小食亭、燒烤場地、更衣室、淋浴設施及盥洗室。
- 海灘上的設施：救生員、浮臺、防鯊魚網

## 天體日光浴場
在中灣海灘的兩端盡是男子日光浴場：
- 北端：遺留著許多於1960年代建築的游泳棚遺蹟，可遠望淺水灣，許多男泳客在這裡曬日光浴，部分泳客甚至會全裸。
- 南端：這裡盡是石灘及小樹叢林，許多男泳客在這裡全裸曬日光浴。這裡是男同性戀者遊弋地。[2]

## 站外鏈結
- 康樂及文化事務署（页面存档备份，存于）